# Campionato cubano di scacchi
Il Campionato cubano di scacchi (Campeonato de Cuba de ajedrez) si svolge annualmente a Cuba per determinare il campione nazionale di scacchi.
La prima edizione risale al 1860; fino al 1897, anno in cui si svolse la terza edizione, Celso Golmayo Zúpide è stato considerato il campione di Cuba. A partire dal 1912 al vincitore veniva assegnata la Copa Dewar, che sarebbe stata assegnata definitivamente al primo giocatore a vincerla tre volte, che fu Rafael Blanco nel 1937.
José Raúl Capablanca, che diventò poi il terzo Campione del mondo, vinse il campionato nel 1901, all'età di tredici anni.
Nel 1922 María Teresa Mora fu l'unica donna a vincere il campionato cubano assoluto.

## Albo di vincitori
| Anno   | Città            | Vincitore                                        |
| ------ | ---------------- | ------------------------------------------------ |
| 1860   | L'Avana          | Félix Sicre                                      |
| 1862   | L'Avana          | Celso Golmayo Zúpide                             |
| 1897   | L'Avana          | Celso Golmayo Torriente                          |
| 1898   | L'Avana          | Juan Corzo                                       |
| 1901   | L'Avana          | José Raúl Capablanca                             |
| 1902   | L'Avana          | Juan Corzo                                       |
| 1907   | L'Avana          | Juan Corzo                                       |
| 1912   | L'Avana          | Juan Corzo                                       |
| 1914   | L'Avana          | Rafael Blanco                                    |
| 1918   | 'Avana           | Juan Corzo                                       |
| 1920   | L'Avana          | Rafael Blanco                                    |
| 1921   | L'Avana          | B. Benitez                                       |
| 1922   | L'Avana          | María Teresa Mora                                |
| 1923   | L'Avana          | José Fernández Migoya                            |
| 1927   | L'Avana          | Francisco Planas                                 |
| 1929   | L'Avana          | Francisco Planas                                 |
| 1937   | L'Avana          | Rafael Blanco                                    |
| 1939   | L'Avana          | Miguel Alemán                                    |
| 1942   |                  | Juan González de Vega                            |
| 1943   |                  | Juan González de Vega                            |
| 1944   |                  | Angel Fernández                                  |
| 1950   |                  | Rosendo Romero Eldis Cobo Arteaga                |
| 1951   |                  | Juan González de Vega                            |
| 1952   | L'Avana          | Juan González de Vega                            |
| 1955   | L'Avana          | Carlos Calero                                    |
| 1956   |                  | Armando Cabrera                                  |
| 1957   |                  | Eleazar Jiménez Zerquera                         |
| 1958   |                  | Rogelio Ortega                                   |
| 1960   | L'Avana          | Eleazar Jiménez Zerquera                         |
| 1963   | L'Avana          | Eleazar Jiménez Zerquera                         |
| 1965   | L'Avana          | Eleazar Jiménez Zerquera                         |
| 1966   | L'Avana          | Rogelio Ortega                                   |
| 1967   | L'Avana          | Eleazar Jiménez Zerquera                         |
| 1968   | Santiago di Cuba | Silvino Garcia González                          |
| 1969   | Matanzas         | Jesús Rodriguez González                         |
| 1970   | L'Avana          | Silvino Garcia González                          |
| 1971   | L'Avana          | Jesús Rodriguez González                         |
| 1972   | Playa Larga      | Jesús Rodriguez González                         |
| 1973   | Cienfuegos       | Silvino Garcia González                          |
| 1974   | Varadero         | Guillermo Garcia González                        |
| 1975   | Santa Clara      | Guillermo Estévez Morales                        |
| 1976   | Holguín          | José Fernandez Leon                              |
| 1977   | Sancti Spíritus  | Gerardo Lebredo José Luis Vilela Jesús Nogueiras |
| 1978   | Camagüey         | Jesús Nogueiras                                  |
| 1979   | Santiago di Cuba | Silvino Garcia González                          |
| 1980   | Holguín          | Néstor Vélez                                     |
| 1981–2 | Sagua la Grande  | Román Hernández                                  |
| 1983   | Sagua de Tánamo  | Guillermo Garcia González                        |
| 1984   | Holguín          | Jesús Nogueiras Amador Rodriguez                 |
| 1985   | Camagüey         | Jorge Armas                                      |
| 1986   | Santiago di Cuba | Walter Arencibia                                 |
| 1987   | Las Tunas        | Juan Borges                                      |
| 1988   | Camagüey         | Amador Rodríguez                                 |
| 1989   | Sancti Spíritus  | Pedro Paneque                                    |
| 1990   | Santiago di Cuba | Walter Arencibia                                 |
| 1991   | Holguín          | Jesús Nogueiras                                  |
| 1993   | Matanzas         | Juan Borges                                      |
| 1995   | Matanzas         | Julio Becerra Juan Borges                        |
| 1996   | Las Tunas        | Irisberto Herrera Julio Becerra                  |
| 1997   | Matanzas         | Reinaldo Vera Amador Rodríguez                   |
| 1998   | Matanzas         | Julio Becerra                                    |
| 1999   | Santa Clara      | Rodne Pérez                                      |
| 2000   | Santa Clara      | Jesús Nogueiras                                  |
| 2001   | Las Tunas        | Reinaldo Vera                                    |
| 2002   | Holguín          | Leinier Domínguez                                |
| 2003   | Varadero         | Leinier Domínguez                                |
| 2004   | Santa Clara      | Lázaro Bruzón                                    |
| 2005   | Santa Clara      | Lázaro Bruzón                                    |
| 2006   | Santa Clara      | Leinier Domínguez                                |
| 2007   | Santa Clara      | Lázaro Bruzón                                    |
| 2008   | Santa Clara      | Yuniesky Quesada                                 |
| 2009   | Las Tunas        | Lázaro Bruzón                                    |
| 2010   | Ciego de Ávila   | Lázaro Bruzón                                    |
| 2011   | Ciego de Ávila   | Yuniesky Quezada                                 |
| 2012   | Ciego de Ávila   | Leinier Domínguez                                |
| 2013   | Ciego de Ávila   | Isán Ortiz Suárez                                |
| 2014   | Santa Clara      | Isán Ortiz Suárez                                |
| 2915   | Santa Clara      | Isán Ortiz Suárez                                |
| 2016   | Matanzas         | Leinier Domínguez                                |
| 2017   | Santa Clara      | Lázaro Bruzón                                    |
| 2018   | L'Avana          | Yuri Gonzales Vidal                              |
| 2019   | Santa Clara      | Carlos Daniel Cabrera                            |
| 2020   | Santa Clara      | Carlos Daniel Cabrera                            |
| 2021   | non disputato    |                                                  |
| 2022   | Santa Clara      | Yasser Quesada Pérez                             |
| 2023   | Holguin          | Elier Miranda                                    |
| 2024   | Holguin          | Luis Quesada Perez                               |

| Anno | Città            | Vincitrice                |
| ---- | ---------------- | ------------------------- |
| 1965 | L'Avana          | Syla Martinez             |
| 1966 |                  | Nora Laya                 |
| 1967 |                  | Nora Laya                 |
| 1968 |                  | Nora Laya                 |
| 1969 |                  | Elisa Yarruch             |
| 1970 |                  | Ada Maria Salgado         |
| 1971 |                  | Asela de Armas Perez      |
| 1972 |                  | Nora Laya                 |
| 1973 |                  | Asela de Armas Perez      |
| 1974 |                  | Asela de Armas Perez      |
| 1975 |                  | Asela de Armas Perez      |
| 1976 |                  | Asela de Armas Perez      |
| 1977 |                  | Asela de Armas Perez      |
| 1978 |                  | Asela de Armas Perez      |
| 1979 |                  | Asela de Armas Perez      |
| 1980 |                  | Vivian Ramon Pita         |
| 1981 |                  | Zirka Frómeta Castillo    |
| 1982 |                  | Vivian Ramon Pita         |
| 1983 |                  | Zirka Frómeta Castillo    |
| 1984 |                  | Vivian Ramon Pita         |
| 1985 |                  | Tania Hernandez           |
| 1986 |                  | Asela de Armas Perez      |
| 1987 |                  | Zirka Frómeta Castillo    |
| 1988 |                  | Asela de Armas Perez      |
| 1989 |                  | Vivian Ramon Pita         |
| 1990 |                  | Vivian Ramon Pita         |
| 1991 |                  | Vivian Ramon Pita         |
| 1992 |                  | Maritza Arribas Robaina   |
| 1993 |                  | Roquelina Fandiño Reyes   |
| 1994 |                  | Yudania Hernandez Estevez |
| 1995 |                  | Mairelys Delgado Crespo   |
| 1996 |                  | non disputato             |
| 1997 | L'Avana          | Maritza Arribas Robaina   |
| 1998 |                  | Vivian Ramon Pita         |
| 1999 |                  | Mairelys Delgado Crespo   |
| 2000 |                  | Vivian Ramon Pita         |
| 2001 |                  | Maritza Arribas Robaina   |
| 2002 |                  | Maritza Arribas Robaina   |
| 2003 |                  | Maritza Arribas Robaina   |
| 2004 |                  | Maritza Arribas Robaina   |
| 2005 |                  | Sulennis Piña Vega        |
| 2006 | Caibarien        | Milena Campos Vila        |
| 2007 |                  | Maritza Arribas Robaina   |
| 2008 | Holguin          | Maritza Arribas Robaina   |
| 2009 |                  | Maritza Arribas Robaina   |
| 2010 | Holguin          | Oleiny Linares Napoles    |
| 2011 | Santiago di Cuba | Yaniet Marrero Lopez      |
| 2012 | Holguin          | Lisandra Llaudy Pupo      |
| 2013 | Holguin          | Maritza Arribas Robaina   |
| 2014 | Pinar del Rio    | Sulennis Piña Vega        |
| 2015 | Santiago di Cuba | Maritza Arribas Robaina   |
| 2016 | Cienfuegos       | Oleyni Linares Napoles    |
| 2017 | Pinar del Rio    | Yerisbel Miranda Llanes   |
| 2018 | Holguin          | Lisandra Llaudy Pupo      |
| 2019 |                  | non disputato             |
| 2020 |                  | non disputato             |
| 2021 |                  | non disputato             |
| 2022 | Holguin          | Yaniela Forgas            |
| 2023 | Camagüey         | Oleiny Linares Ordaz      |
| 2024 | Pinar del Rio    | Lisandra Ordaz            |

| Campionati nazionali di scacchi | Campionati nazionali di scacchi |
| ------------------------------- | --- |
| Attuali                         | Algeria · Argentina · Armenia · Australia · Austria · Azerbaigian · Belgio · Bielorussia · Brasile · Bulgaria · Canada · Cile · Cina · Croazia · Cuba · Danimarca · Emirati Arabi Uniti · Estonia · Filippine · Finlandia · Francia · Georgia · Germania · Gran Bretagna · Grecia · India · Indonesia · Iran · Irlanda · Islanda · Israele · Italia · Kazakistan · Lettonia · Lituania · Macedonia del Nord · Messico · Moldavia · Norvegia · Nuova Zelanda · Paesi Bassi · Perù · Polonia · Portogallo · Rep. Ceca · Romania · Russia · Scozia · Serbia · Slovenia · Spagna · Stati Uniti · Statunitense femminile · Svezia · Svizzera · Tunisia · Turchia · Ucraina · Ungheria · Uzbekistan · Vietnam |
| Terminati                       | Cecoslovacchia · Jugoslavia · Unione Sovietica · Sovietico femminile |